# Christian Brecher
Christian Brecher (* 25. August 1969 in Gummersbach) ist ein deutscher Maschinenbauingenieur und Hochschullehrer. Seit 2004 ist er Inhaber des Lehrstuhls für Werkzeugmaschinen und Mitglied des Direktoriums des Werkzeugmaschinenlabors WZL der RWTH Aachen sowie des Fraunhofer-Instituts für Produktionstechnologie (IPT). Damit ist Christian Brecher Nachfolger von Manfred Weck. Zum 1. Januar 2018 übernahm er die Institutsleitung des Fraunhofer-Instituts für Produktionstechnologie.

## Leben
Christian Brecher studierte von 1990 bis 1995 an der RWTH Aachen Maschinenbau, Fachrichtung Fertigungstechnik. Anschließend arbeitete er als wissenschaftlicher Mitarbeiter und später als Gruppenleiter im Bereich Maschinenuntersuchung am WZL. Von 1999 bis April 2001 leitete er den Bereich Maschinentechnik als Oberingenieur. 2002 folgte die Promotion zum Dr.-Ing. und er wurde mit seiner Arbeit Vergleichende Analyse von Vorschubantrieben für Werkzeugmaschinen habilitiert.
Während seiner Promotion war Brecher wissenschaftlicher Berater bei der EADS Deutschland GmbH in Augsburg. Nach dieser Beratertätigkeit in der Luftfahrtindustrie übernahm er im August 2001 die Leitung des Bereichs Entwicklung bei der DS Technologie Werkzeugmaschinenbau GmbH in Mönchengladbach und war dort bis zu seinem Ausscheiden im Dezember 2003 verantwortlich für den Gesamtbereich Konstruktion und Entwicklung.
Neben der Springorum-Denkmünze und der Borchers-Plakette der RWTH Aachen erhielt er den Studienpreis des Vereins Deutscher Werkzeugmaschinenfabriken (VDW) und die Otto-Kienzle-Gedenkmünze der Wissenschaftlichen Gesellschaft für Produktionstechnik. 2021 wurde Brecher in die Nordrhein-Westfälische Akademie der Wissenschaften und der Künste gewählt.

## Schriften (Auswahl)
- mit Manfred Weck: Werkzeugmaschinen.
  - Band 1: Maschinenarten und Anwendungsbereiche 6. Aufl., Springer Berlin 2005, ISBN 3-540-22504-8.
  - Band 2: Konstruktion und Berechnung, 8. Aufl., Springer, Berlin – Heidelberg, 2005, ISBN 3-540-22502-1.
  - Band 3: Mechatronische Systeme, Vorschubantriebe, Prozeßdiagnose, 6. Aufl., Springer, Berlin/Heidelberg, 2006, ISBN 3-540-22506-4.
  - Band 4: Automatisierung von Maschinen und Anlagen, 6. Aufl., Springer, Berlin/Heidelberg, 2006, ISBN 3-540-22507-2.
  - Band 5: Messtechnische Untersuchung und Beurteilung, 7. Aufl., Springer, Berlin – Heidelberg, 2006, ISBN 3-540-22505-6.